# Shane Mosley
Shane Mosley (ur. 7 września 1971 w Pomonie) – amerykański bokser, były zawodowy mistrz świata organizacji WBA w kategorii półśredniej (do 147 funtów), były mistrz świata organizacji WBC w tej samej kategorii wagowej, organizacji IBF w kategorii lekkiej (do 135 funtów) oraz organizacji WBC i WBA w kategorii junior średniej (do 154 funtów). Pokonał 14 zawodników o tytuł mistrza świata.

## Kariera amatorska
W 1989 został mistrzem Stanów Zjednoczonych w kategorii lekkiej. W tym samym roku zdobył srebrny medal na mistrzostwach świata juniorów w San Juan. W następnym roku obronił tytuł mistrza USA, zdobył też brązowy medal na Igrzyskach Dobrej Woli w Seattle. Dwa lata później został mistrzem Stanów Zjednoczonych w kategorii lekkopółśredniej. Uczestniczył w turnieju eliminacyjnym przed igrzyskami w Barcelonie, mającym wyłonić reprezentację USA na bokserski turniej olimpijski, przegrał jednak w półfinale z Vernonem Forrestem.

## Kariera zawodowa

### Początki i tytuł mistrza świata IBF w kategorii lekkiej
Na zawodowstwo przeszedł w lutym 1993. Wygrał pierwsze dwadzieścia trzy walki (m.in. z byłym mistrzem federacji WBO, Mauricio Acevesem), a następnie 2 sierpnia 1997 zdobył tytuł mistrza świata IBF w kategorii lekkiej, pokonując jednogłośnie na punkty Philipa Holidaya.
Jeszcze w listopadzie tego samego roku znokautował w jedenastej rundzie Manuela Gomeza. W 1998 stoczył aż pięć walk. W lutym pokonał przez techniczny nokaut w ósmej rundzie Demetrio Ceballosa, który po zakończeniu walki przez kilka minut nie był w stanie podnieść się z ringu. Takim samym rezultatem trzy miesiące później zakończył pojedynek z byłym trzykrotnym mistrzem świata w kategorii junior lekkiej, Johnem Johnem Moliną. Zaledwie półtora miesiąca później znokautował w piątej rundzie Wilfredo Ruiza. We wrześniu zwyciężył przez techniczny nokaut w piątej rundzie Eduardo Moralesa, a dwa miesiące później Jesse Jamesa Leiję (TKO w dziewiątej rundzie).
W 1999 stoczył jeszcze dwie walki w obronie mistrzowskiego pasa: w styczniu znokautował w siódmej rundzie Goldena Johnsona, a w kwietniu pokonał przez techniczny nokaut w ósmej rundzie Johna Browna. Następnie zrzekł się tytułu mistrza i przesunął się o dwie kategorie wagowe do góry, aby móc zmierzyć się z Oscarem de la Hoyą.

### Tytuł mistrza świata WBC w kategorii półśredniej
W nowej kategorii wagowej stoczył dwa zwycięskie pojedynki, a następnie w dniu 17 czerwca 2000 stanął do walki z de la Hoyą. Stawką pojedynku był broniony przez de la Hoyę tytuł mistrza świata WBC w kategorii półśredniej. Walka zakończyła się niejednogłośnym zwycięstwem Mosleya na punkty.
W listopadzie 2000 Mosley po raz pierwszy obronił swój nowy tytuł, pokonując Jose Antonio Diaza przez techniczny nokaut w szóstej rundzie (Diaz trzykrotnie leżał na deskach). W marcu następnego roku takim samym rezultatem zakończyła się walka z Shannanem Taylorem (nie wyszedł do walki po przerwie między piątą i szóstą rundą). W lipcu znokautował w siódmej rundzie Adriana Stone’a.
26 stycznia 2002 stracił swój pas mistrzowski, przegrywając jednogłośnie na punkty z Vernonem Forrestem. Mosley w rundzie drugiej dwukrotnie leżał na deskach. 20 lipca 2002 doszło do pojedynku rewanżowego obu pięściarzy, w którym po raz drugi lepszym okazał się Forrest, ponownie wygrywając walkę na punkty. Były to dwie pierwsze porażki Mosleya w zawodowej karierze.

### Tytuł mistrza świata WBA i WBC w kategorii junior średniej
Na ring powrócił 8 lutego 2003, stając do walki z Raúlem Márquezem. W trzeciej rundzie doszło do dwukrotnego przypadkowego zderzenia głowami obu pięściarzy. W wyniku tych zderzeń Márquez doznał głębokich rozcięć skóry nad oboma oczami i nie mógł kontynuować pojedynku. Walkę ogłoszono jako nieodbytą.
13 września 2003 zmierzył się z ówczesnym mistrzem świata WBA i WBC w kategorii junior średniej, Oscarem de la Hoyą. Mosley wygrał pojedynek na punkty. Później przyznał, że podczas przygotowań do walki stosował EPO, wskazując, że nie wiedział, że środek ten jest zakazany.
Swoje tytuły stracił już w następnej walce z Ronaldem Wrightem, która odbyła się 13 marca 2004. Mosley przegrał walkę jednogłośnie na punkty. 20 listopada tego samego roku doszło do walki rewanżowej pomiędzy tymi bokserami. Kolejny raz na punkty wygrał Wright, tym razem decyzją większości sędziów.

### Dalsza kariera
W 2005 stoczył dwa zwycięskie pojedynki: z Davidem Estradą i Jose Luisem Cruzem. Obie walki wygrał jednogłośnie na punkty. W lutym 2006 pokonał przez techniczny nokaut w dziesiątej rundzie z Fernando Vargasem. Walka została przerwana z uwagi na kontuzję lewego oka Vargasa. Pięć miesięcy później doszło do walki rewanżowej pomiędzy tymi pięściarzami, którą Mosley wygrał przez techniczny nokaut w szóstej rundzie.
10 lutego 2007 wygrał jednogłośnie na punkty z Luisem Collazo. Stawką pojedynku był tytuł tymczasowego mistrza świata WBC w kategorii półśredniej. W listopadzie tego samego roku przegrał na punkty z Miguelem Cotto w walce o tytuł mistrza świata federacji WBA w kategorii półśredniej.
Na ring powrócił dziesięć miesięcy później, nokautując w dwunastej, ostatniej rundzie Ricardo Mayorgę. W chwili nokautu do końca rundy pozostawał jedynie kilka sekund.

### Tytuł mistrza świata WBA w kategorii półśredniej
24 stycznia 2009 pokonał przez techniczny nokaut w dziewiątej rundzie Antonio Margarito i zdobył tytuł mistrza świata organizacji WBA w kategorii półśredniej. Później wyszło na jaw, że przed walką na bandażach na rękach Margarito znaleziono nieznaną substancję która miała spowodować, że ciosy Meksykanina miały być mocniejsze. Nakazano mu ponownie obandażować ręce, a 24 lutego 2009 został pozbawiony licencji na okres jednego roku. Oznacza to, że w tym czasie nie wolno mu stoczyć żadnej walki na terenie Stanów Zjednoczonych, a po upływie tego okresu będzie musiał ponownie ubiegać się o przyznanie mu licencji.
Do pierwszej obrony tego tytułu miało dojść 29 stycznia 2010, a rywalem Mosleya miał być Andre Berto. Jednak po trzęsieniu ziemi na Haiti, do którego doszło w dniu 12 stycznia 2010, Berto, którego rodzina pochodzi z tego kraju, wycofał się z walki.
1 maja 2010 zmierzył się z Floydem Mayweatherem Jr. Stawką pojedynku nie był tytuł mistrza świata WBA, ponieważ żaden z bokserów nie zdecydował się na uiszczenie opłaty za walkę mistrzowską. Mosley przegrał walkę zdecydowanie na punkty, w stosunku 119–109, 119–109 i 118–110. Trzy tygodnie później organizacja WBA odebrała Mosleyowi tytuł mistrzowski.